# Тит Ветурий Гемин Цикурин (консул 462 пр.н.е.)
Вижте пояснителната страница за други личности с името Тит Ветурий Гемин Цикурин.
Тит Ветурий Гемин Цикурин (на латински: Titus Veturius Geminus Cicurinus) e консул на Римската република през 462 пр.н.е. Негов колега е Луций Лукреций Триципитин.
Ветурий е син на Тит Ветурий Гемин Цикурин (консул 494 пр.н.е.) и внук на Гай Ветурий Гемин Цикурин (консул 499 пр.н.е.).
Като консул Ветурий се бие успешно против волските и еквите и след връщането му в Рим празнува овация.